# Frans Johan Rabbe

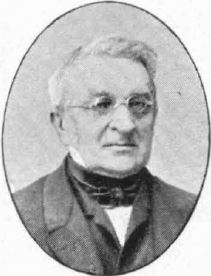
Frans Johan Rabbe.

Frans Johan Rabbe, född 25 juni 1801 i Eura socken, Åbo och Björneborgs län, död 23 april 1879 i Helsingfors, var en finländsk läkare och skriftställare. 
Rabbe blev student vid Kejserliga Akademien i Åbo 1820, filosofie doktor och magister 1827 samt medicine doktor 1832. Han var 1833-34 provinsialläkare i Uleåborgs distrikt och 1834–68 kamrerare i Medicinalstyrelsen. 
Rabbe utgav åtskilliga arbeten rörande de medicinska förhållandena i Finland. Viktigast är Finlands medicinalförfattningar (I–III 1837–46, IV 1874). I Finska läkarsällskapets handlingar samt i tidskrifterna "Suomi" och "Historiallinen arkisto" lämnade han sammanställningar av material till Finlands befolknings- och dödlighetsstatistik. För samlingsverket "Finlands minnesvärda män" författade han levnadsteckningar. Till sist kan nämnas den viktiga roll han spelade som grundare av och aktiv medlem i flera sällskap med fosterländskt syfte.
Han är begravd på Sandudds begravningsplats i Helsingfors.